# Quận Delaware, Pennsylvania
Quận  là một quận trong tiểu bang Pennsylvania, Hoa Kỳ. Quận lỵ đóng ở Chester6. Theo điều tra dân số năm 2000 của Cục điều tra dân số Hoa Kỳ, quận có dân số 550.864 người.2

## Địa lý
Theo Cục điều tra dân số Hoa Kỳ, quận có diện tích km², trong đó có km2 là diện tích mặt nước.

### Các quận giáp ranh
- Quận Montgomery (bắc)
- Quận Philadelphia (đông)
- Quận Gloucester, New Jersey (đông nam)
- Quận New Castle, Delaware (tây nam)
- Quận Chester (tây)